# Palazzo Pilolli
Palazzo Pilolli è un palazzo storico signorile di Modugno (BA),  sito nel borgo antico, posteriormente a quella che fu la fortezza della Motta; 
l ‘ edificio, composto da tre livelli, fu edificato in una piccola piazza nelle immediate vicinanze di Corso Vittorio Emanuele II, e ristrutturato nel tempo . 
È del Cinquecento ma conserva poco della struttura originaria che è ancora visibile sul primo dei tre livelli di cui consta. Su questo primo livello, infatti si vedono il bugnato frontale elegante e il portale in arco a tutto sesto sormontato dallo stemma di famiglia. Interessante è anche la lunetta che sormonta il portone di legno. Le finestre rettangolari ai piani superiori conservano solo le antiche architravi.
La signorile famiglia Pilolli è presente a Modugno già nel Cinquecento. 
Tra i membri illustri della famiglia si ricordano Bisanzio Pilolli, filantropo vissuto ai tempi della regina Bona Sforza che con l'espansione della città nel nuovo quartiere del Suburbio, donò il suolo dove venne eretta la chiesa di Sant'Eligio (che divenne la chiesa Cristiana San Giuseppe delle Monacelle). 
Giuseppe Pilolli visse dal 1723 al 1794, fu un arciprete colto noto per le sue doti oratorie, divenne poeta dell'Accademia dell'Arcadia dedicandosi alla predicazione e alla letteratura.
Domenico Pilolli, alto magistrato presso i Tribunali di Trani e Bari, giudice istruttore del Processo Penale e Presidente di Sezione di Corte d'Appello, che visse negli anni tra il 1860 e la prima metà del ‘ 900 .
Lo stemma signorile di famiglia presente sul portale del palazzo è a forma di scudo, diviso orizzontalmente da una fascia d'argento . Nella parte superiore è rappresentata una stella a sei punte e nella parte inferiore una mezza luna. Questo stemma fu, probabilmente ,  fatto inserire nel prospetto del palazzo da don Giuseppe Pilolli che ne fece eseguire i restauri.
I Pilolli si imparentarono, tramite matrimoni, e per discendenza, con altre illustri famiglie signorili Pugliesi, tra le quali spiccano i Vocale di Lesina (FG) e di Foggia, proprietari terrieri, magistrati, imprenditori, giuristi, economisti e medici .